# Theodor Piderit
Theodor Piderit (* 15. September 1826 in Detmold; † 24. Januar 1912 ebenda) war ein deutscher Schriftsteller.

## Leben
Piderit studierte seit 1846 Medizin in Göttingen, Heidelberg und Berlin. Seit 1847 war er Mitglied des Corps Saxonia Göttingen. Durch die politischen Verhältnisse im Vormärz vertrieben, ging Piderit nach Valparaíso, wo er lange Zeit als Arzt tätig war. Ab 1863 lebte er wieder in Detmold und Bielefeld als Schriftsteller.
Über seine Reise und seine Zeit als praktischer Arzt in Valparaíso hat Piderit mehrfach berichtet. So in dem in Tagebuchform geschriebene Buch Von Bremerhafen  nach Valparaiso. 21. September 1850 – 15. Januar 1851 und in Erlebtes und Erdachtes aus alter und neuer Zeit. Hier erzählt er über seine Reise über Panamá, New Orleans, Baltimore und Boston zu einem Zwischenaufenthalt in seine Heimatstadt Detmold bzw. Bielefeld wo er am 1. September 1860 Anna Rose heiratete. Über diese Beziehung hat der Maler Theodor Mintrop in Zeichnungen Das Album für Minna festgehalten.
Die aus dem Sütterlin übertragenen Briefe an seinen Vater von Valparaíso aus runden sein Bild des jungen Arztes in der Fremde im Nachmärz ab. Es wird hier auch deutlich, warum es ihn 1863 mit Frau und Kindern in seine Vaterstadt Detmold zurückzog.

## Werke (Auswahl)
Als Autor hat er sich namentlich auf dem Gebiet der Mimik und Physiognomik hervorgetan:
- Grundsätze der Mimik und Physiognomik (Braunschweig 1858)
- Wissenschaftliches System der Mimik und Physiognomik (Detmold 1867 (ULB Münster)) und
- Mimik und Physiognomik (Detmold 1867, 2. Aufl. Detmold 1886 (ULB Münster))

Außerdem veröffentlichte er:
- Gehirn und Geist (Leipzig 1863)
- Die Theorie des Glücks (Leipzig 1867)
- Kuriose Geschichten (Berlin 1872)
- Mister Williamsman, Lustspiel (Leipzig 1875)

Schauspiele:
- Schön Rotraut (Detmold 1874)
- Charlotte von Wolfenbüttel (Leipzig 1876)
- Die Städinger, Trauerspiel (letztere drei gesammelt als Bühnendichtungen, 2. Aufl., Norden 1882).